# Tina Bru
Tina Bru (Moss, 18 april 1986) is een Noors politica van de conservatieve partij Høyre.
Ze is sinds 1 oktober 2013 lid van de Storting (het parlement van Noorwegen). Tussen 17 oktober 2013 en 24 januari 2020 maakte ze deel uit van de Energie- en Milieucommissie van de Storting, vanaf 21 januari 2016 als tweede vicevoorzitter.
Op 24 januari 2020 werd Bru aangesteld als minister van Aardolie en Energie in het kabinet-Solberg. Die functie bekleedde ze tot in oktober 2021 een nieuwe regering aantrad.